# 愛山渓温泉

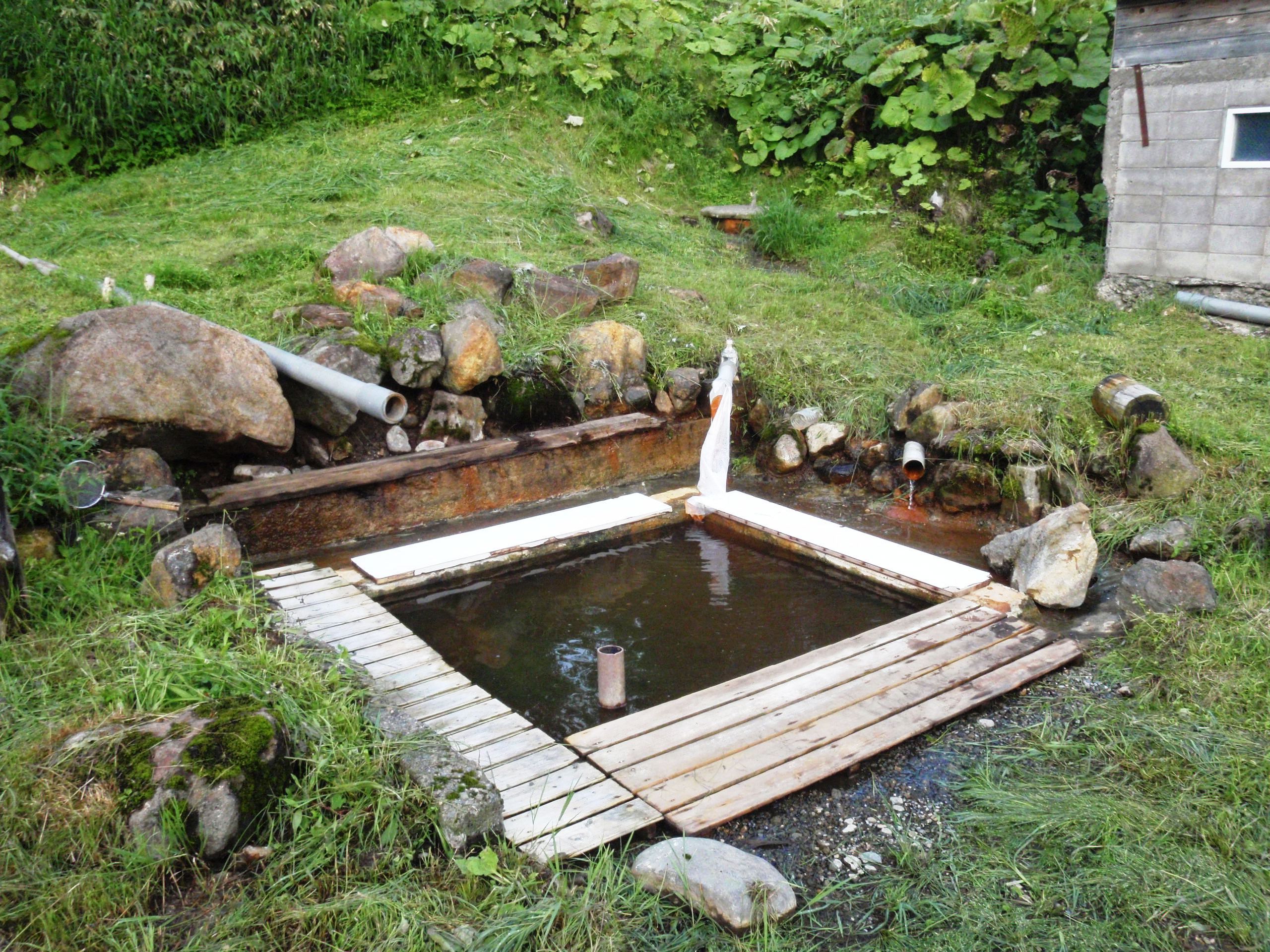
愛山倶楽部横の無料足湯

愛山渓温泉（あいざんけいおんせん）は、北海道上川郡上川町字愛山渓にある温泉。大雪山への登山基地の一つとなっている。

## 泉質
- ナトリウム・マグネシウム-炭酸水素塩・硫酸塩泉（低張性中性高温泉）
  - 源泉温度44.2℃、pH 6.3（中性）
  - 無色透明、無味、無臭[1]
  - 源泉掛け流しで飲用可。

## 温泉街
一軒宿の「愛山渓倶楽部」が存在する。日帰り入浴可能で男女別の内風呂のみある。
（営業期間は概5月下旬～10月上旬、無休、日帰り入浴は10時～19時（最終受付18時30分））
源泉かけ流しの天然温泉。
隣接して無料の足湯施設(2024年７月現在使用停止中)、および登山客用の山小屋施設（愛山渓ヒュッテ）がある。山小屋には共同浴場はなく、愛山渓倶楽部の日帰り入浴を利用することになる。アクセス道路が閉鎖される冬期（10月中旬 - 5月上旬）は愛山渓倶楽部は営業休止するが、山小屋は利用可能。

## 登山
・大雪山の登山口の1つ。旭岳温泉や層雲峡温泉と異なり登山口から徒歩を強いられるため、他のルートよりも登山者は少なく、静かな登山を好む山岳愛好者の人気が高い。永山岳、愛別岳、比布岳、当麻岳へはこの登山口がもっとも頂上に近い。ハイキングコースとしては、沼の平湿原と雲井が原湿原の2つがあり、技術や装備がなくても手軽に大雪山の自然を満喫できる。
・2020年７月14日より松仙園登山道が開通（再開）。以後、例年7月14日～9月30日の間通行可能。ただし、愛山渓登山口より右回りの一方通行扱い（木道が狭く、すれ違いをすると湿原に足を入れてしまい植生を壊してしまう恐れがあるため）。湿原を行く風景は尾瀬の様な雰囲気で、晴れている日には旭岳をはじめとする大雪山連峰と湿原という壮大な風景を見ることができる。

## 歴史
- 愛山渓温泉の歴史 　愛山渓温泉は、明治の末期にこのあたりで熊を追っていた愛別村の直井藤次郎によって発見され、同人の手により大正１５年大原始林の木陰にひなびた湯宿が建設され、直井温泉と命名、誕生のうぶ声をあげた。昭和初期、大雪山国立公園指定の気運が高まるとともに当時の北海道議会議長村上元吉が温泉経営に意欲を燃やし、昭和８年これを譲り受け自家発電施設や規模の拡大を図り更に昭和１１年には自動車道が開通、これを契機に山を愛する人々の宿「愛山渓温泉」と改名し広く世に宣伝されることとなった。この温泉は国道から１９ｋｍ大雪山の山懐に深く分け入った大原始林の中にあり、古くから大雪山各方面への縦走基地として親しまれており、昭和２５年当時の上川村がこの施設を譲り受け、愛山渓クラブを建設して更に一般の利用を促してきましたが、温泉周辺の山岳の四季折々に変化する様は、何度訪れても飽くことがないと激賞されている。上川町では昭和５６年愛山渓青少年の家をこの地に新築して内外に広くこの大自然の紹介を行い、青少年健全育成に努めているところである。（愛山渓ドライブイン前看板より）
- 1909年（明治42年）直井藤次郎ほか2名が、熊漁の途中に温泉発見、1926年（大正15年）5月鉱泉及び浴場施設が認可され「直井温泉」として開湯する。同じ頃、愛山渓の温泉経営に意欲を示していた当時道議会議長(後に、衆議院議員)の村上元吉が1933年（昭和8年)に直井温泉を譲受。
- 1932年（昭和7年）愛山渓温泉登山口より北鎮岳への登山路が開かれる
- 1934年（昭和9年）北海道庁長官　佐上信一氏、愛山渓より登山し層雲峡へ下りる。この時長官の命により、「表登山口」と称される。その年の12月8日、大雪山国立公園の指定を受ける。
- 1936年（昭和11年）自動車道開通（現在の北海道道223号愛山渓上川線）
- 1937年（昭和12年）1940年札幌オリンピックの滑降回転競技の会場として近くの永山岳北斜面が選ばれる。また、石北本線安足間駅より紅葉橋（現在の北海道道223号愛山渓上川線にある橋）まで、鉄道施設も計画される。しかし、日中戦争の激化により、すべて白紙となる。
- 1944年（昭和19年）南洋興発会社の手によって、愛山渓本流の水銀鉱採掘が計画され、温泉の建物が買収、移転される。
- 1948年（昭和23年）旭川林務署（のちの営林署）によって愛山荘ヒュッテが建設される。
- 1950年（昭和25年）水銀鉱山（野村鉱業株式会社イトムカ鉱業所により運営された「愛山渓鉱山」を指す。昭和30年採掘開始し昭和37年休山）合宿所を上川村（現在の上川町）が買取り、村上経営時代の布コンクリ基礎上（開湯当時の元の位置）に移築し、（旧）上川村営「愛山渓クラブ」を発足。（現在の愛山渓倶楽部 別館 ヒュッテ）
- 1980年（昭和55年）（旧）愛山渓クラブ前に鉄筋コンクリート2階建て山荘風の上川町営愛山渓青少年の家を建設、翌1981年（昭和56年）8月オープン。この間に高松宮さま、三笠宮家の寛仁さまが宿泊している。なお、この上川町営愛山渓青少年の家は、現在の「愛山渓倶楽部」である。2000年（平成12年）上川町から、愛山渓ドライブインに運営委託され、翌年「青少年の家」は「愛山渓倶楽部」に名称変更。2017年（平成29年）上川町から、株式会社りんゆう観光に運営委託される。

## アクセス
- 鉄道：石北本線上川駅より車で約50分。（公共交通機関はタクシーのみ）
  - 冬季はアクセス道路が通行止となり、途中から徒歩またはスノーモービルで8km以上行くことになる。
  - かつては、道北バスにより上川駅前より路線バスが運行されていたが、2003年に廃止された。